# Vincenzo Santopadre
Vincenzo Santopadre, né le 11 août 1971 à Rome, est un ancien joueur de tennis professionnel italien devenu entraineur.

## Biographie
Il commence le tennis à 8 ans et devient champion d'Italie en double en catégorie 16 ans puis 18 ans.
Son père Antonio et ses deux frères tiennent un restaurant (familial depuis 1946) à Rome, le « Santopadre »[réf. nécessaire].
Il a battu 50 % des joueurs du top 10 qu'il a rencontré puisqu'il compte deux victoires pour deux défaites. Il a battu Magnus Norman no 5 en 2001 et Karol Kučera no 10 en 1998 à chaque fois dans sa ville natale aux Masters de Rome.
Il a remporté 5 tournois Challenger sur 9 finales.
Demi-finaliste à Bournemouth en 1998 sur terre battue, défaite contre Albert Costa 63-7, 0-6.
Il ne joue qu'un seul match dans le tableau principal d'un tournoi du Grand Chelem en simple, à Wimbledon en 1999 contre Wayne Arthurs, il perd dans un des rares matchs avec quatre tie-break : 67-7, 7-65, 610-7, 64-7. Dans ce match il n'y a eu aucun break de service, Vincenzo Santopadre a sauvé 10 balles de break sur 10 et Wayne Arthurs 2 sur 2.
Il joue en Coupe Davis en 2000 au premier tour du groupe mondial un match sans enjeu qu'il perd, et en 2001 où il gagne un double et perd un simple sans enjeu contre la Finlande de Jarkko Nieminen.
Il a battu Marat Safin en 1998 et Gustavo Kuerten en 1999.
Il joue son dernier match chez lui dans un tournoi Future à Rome en 2006.

## Palmarès

### Titre en double messieurs
| No | Date       | Nom et lieu du tournoi   | Catégorie    | Dotation  | Surface    | Partenaire     | Finalistes            | Score         |  |
| -- | ---------- | ------------------------ | ------------ | --------- | ---------- | -------------- | --------------------- | ------------- |  |
| 1  | 08-09-1997 | President’s Cup Tachkent | World Series | 328 000 $ | Dur (ext.) | Vincent Spadea | Hicham Arazi Eyal Ran | 6-4, 6-7, 6-0 |  |

### Finale en double messieurs
| No | Date       | Nom et lieu du tournoi          | Catégorie   | Dotation  | Surface      | Vainqueurs                     | Partenaire       | Score    |  |
| -- | ---------- | ------------------------------- | ----------- | --------- | ------------ | ------------------------------ | ---------------- | -------- |  |
| 1  | 22-03-1999 | Grand-Prix Hassan II Casablanca | Int' Series | 215 000 $ | Terre (ext.) | Fernando Meligeni Jaime Oncins | Massimo Ardinghi | 6-2, 6-3 |  |